# Phan Xuân Đợt
Phan Xuân Đợt (sinh năm 1934) là chính khách Việt Nam, Ủy viên Dự khuyết Ban Chấp hành Trung ương khóa V, khóa VI, Bộ trưởng Bộ Lâm nghiệp.

## Tiểu sử
Ông còn có tên gọi khác là Phan Thanh Đoàn, sinh năm 1934 quê quán: Xã Mỹ Nhơn, huyện Ba Tri, tỉnh Bến Tre.

## Sự nghiệp
Ông là kỹ sư lâm nghiệp, công tác trong ngành lâm nghiệp. Ông giữ chức vụ Thứ trưởng Bộ Lâm nghiệp (1978 đến 1980), Bộ trưởng Bộ Lâm nghiệp (1/1981 đến 10/1992), được thay bởi Nguyễn Quang Hà (đến 10/1995).
Ông được bầu làm Ủy viên Ban Chấp hành Trung ương Đảng các khóa V (dự khuyết), VI (dự khuyết).
Sau khi nghỉ hưu ông sống tại TP Hồ Chí Minh.